# Elicura litigator
Elicura litigator är en insektsart som beskrevs av Luisa Eugenia Navas 1911. Elicura litigator ingår i släktet Elicura och familjen myrlejonsländor. Inga underarter finns listade i Catalogue of Life.